# إسحاق غارزا غارزا
إسحاق غارزا غارزا (بالإسبانية: Isaac Garza Garza)‏ هو رائد أعمال مكسيكي، ولد في 3 يونيو 1853 في ولاية نويفو ليون في المكسيك، وتوفي في 1 مايو 1933.